# Karl Guthe Jansky
Karl Guthe Jansky (Oklahoma, 22 de octubre de 1905 - 14 de febrero de 1950) fue un ingeniero de radio estadounidense.
Demostró que la radiación recibida con una longitud de onda 14,6 metros no podía proceder del Sol, si no de otra fuente extraterrestre, más concretamente del centro de la Vía Láctea, en la constelación de Sagitario. En 1933 se publicó su hallazgo en el New York Times.
Sin embargo fue asignado a otro proyecto en los Laboratorios Bell, donde trabajaba, y no pudo seguir investigando sobre esta radiación.

## Semblanza
Karl Guthe Jansky nació en lo que entonces era el Territorio de Oklahoma donde su padre, Cyril M. Jansky, era Decano de la Facultad de ingeniería en la Universidad de Oklahoma en Norman. Cyril M. Jansky, nacido en Wisconsin en una familia de origen checo, había comenzado a dar clases a la edad de dieciséis años. Fue docente durante toda su vida activa, y se jubiló como profesor de ingeniería eléctrica en la Universidad de Wisconsin. Era un ingeniero con un fuerte interés por la física, que supo transmitir a sus hijos. Karl Jansky recibió este nombre en honor del Dr. Karl E. Guthe, un profesor de física en la Universidad de Míchigan que había sido un importante mentor de Cyril M. Jansky.
La madre de Karl Jansky, nacida Nellie Moreau, era de origen francés e inglés. El hermano de Karl Cyril Jansky Jr., que era diez años mayor, ayudó a construir algunas de las primeras emisoras de radio de los Estados Unidos, incluyendo la 9XM en Wisconsin (actualmente WHA de la Radio Pública de Wisconsin) y la 9XI en Minnesota (actualmente KUOM).
Karl Jansky asistió a la Universidad de Wisconsin Madison, donde obtuvo su graduación en física en 1927. En 1928 ingresó en los Laboratorios Bell de Holmdel (Nueva Jersey), donde se estaban investigando las propiedades de la ionosfera como medio de transmisión de la "onda corta" (con una longitud de onda de unos 10-20 metros) para ser usada en el servicio transatlántico de radiotelefonía. Como ingeniero de radio, a Jansky le fue asignada la tarea de investigar las fuentes de ruido radiofónico estático que pudieran interferir con las transmisiones de voz.
Jansky fue un residente de Little Silver (Nueva Jersey). Murió a los 44 años de edad en un hospital de Red Bank (Nueva Jersey) (actualmente denominado Riverview Medical Center), debido a una afección cardíaca.

## Radioastronomía

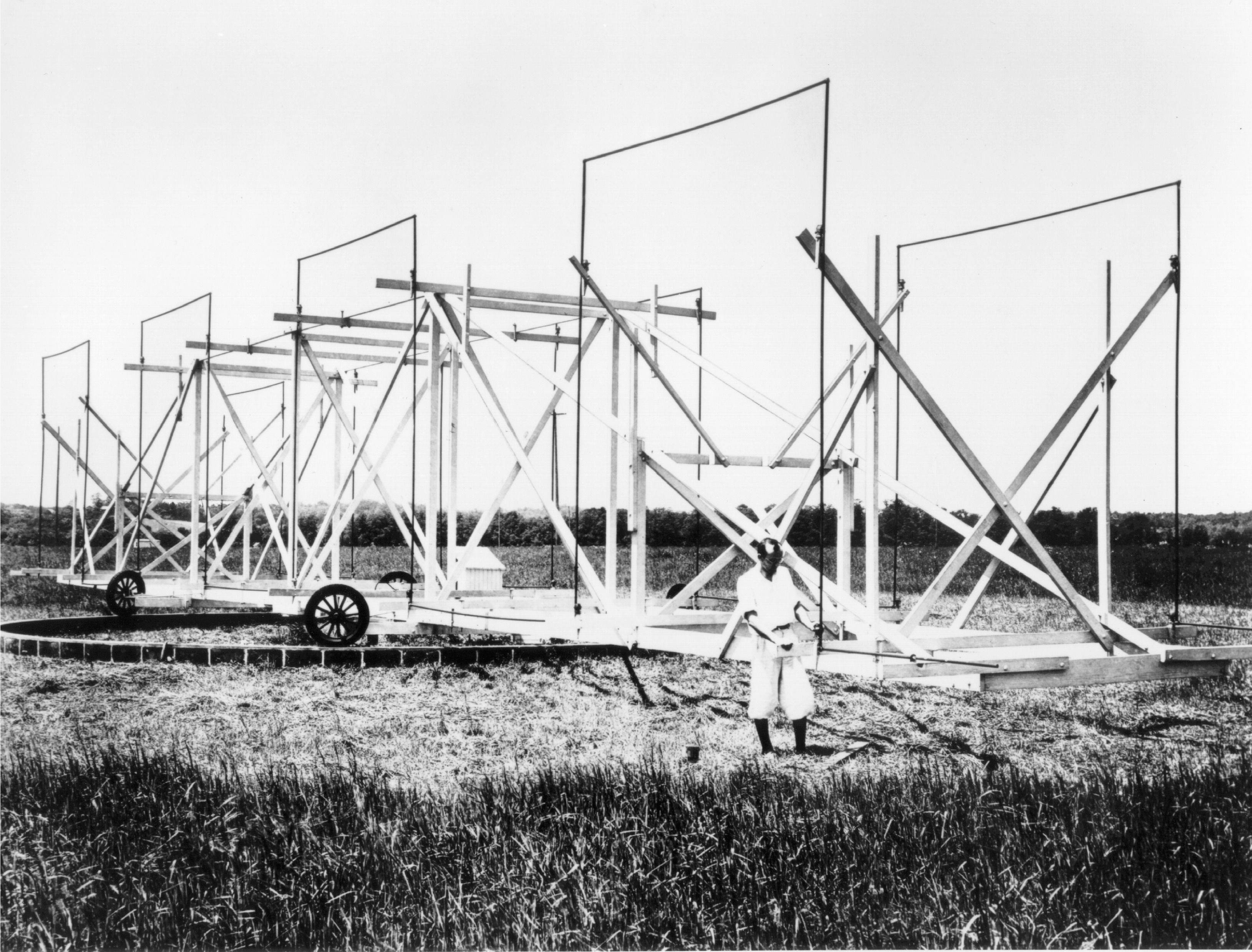
Carrusel de Jansky

Jansky construyó en los Laboratorios Bell una antena diseñada para recibir ondas de radio en una frecuencia de 20,5 MHz (longitud de onda de unos 14,6 metros). Estaba montada en una placa giratoria que le permitía rotar en cualquier dirección, ganándose el sobrenombre de "Carrusel de Jansky". Tenía un diámetro de aproximadamente 30 m y unos 6 m de altura. Girando la antena mediante un juego de cuatro llantas de un Ford T, podía detectarse la dirección de la que una señal era recibida. Un pequeño cobertizo junto a la antena alojaba un sistema analógico de grabación que utilizaba lápiz y papel.
Después de grabar las señales desde todas las direcciones durante varios meses, Jansky finalmente las clasificó en tres tipos de parásitos atmosféricos: tormentas, tempestades de truenos distantes y un débil silbido constante de origen desconocido. Pasó más de un año investigando la fuente del tercer tipo de estática. Los episodios de máxima intensidad surgían y se atenuaban una vez al día, llevando Jansky a suponer inicialmente que había detectado una radiación procedente del sol.
Después de algunos meses de seguir estudiando la señal, Jansky descubrió que la señal se repetía en un ciclo de 23 horas y 56 minutos, el período de rotación de la tierra concerniente a las estrellas (día sidéreo), en vez de en relación con el sol. Comparando sus observaciones con los mapas astronómicos ópticos, Jansky concluyó que la radiación provenía de la Vía Láctea y que era más fuerte en la dirección del centro de la galaxia, en la constelación de Sagitario.
Su descubrimiento fue ampliamente divulgado, apareciendo publicado en el New York Times del 5 de mayo de 1933. Jansky publicó su ya clásico artículo titulado "Perturbaciones eléctricas al parecer de origen extraterrestre" en Proc. IRE en 1933. Este trabajo fue reimpreso en Proc. IEEE en 1984 (para su edición centenaria, donde se sugiere que la investigación probablemente habría ganado un premio Nobel, si su autor no hubiese muerto tan joven) y nuevamente en 1998, para el primer centenario de la radio. Jansky quiso dar continuidad a este descubrimiento e investigar las ondas de radio de la Vía Láctea con mayor detalle. Presentó una propuesta a los laboratorios Bell para la construcción de una antena parabólica de 30 m de diámetro con mayor sensibilidad, que permitiría realizar mediciones más cuidadosas de la estructura y de la potencia de las emisiones de radio cósmicas. Los Laboratorios Bell, sin embargo, rechazaron su solicitud de financiación debido a que la emisión detectada no afectaría significativamente a su previsto sistema de comunicaciones transatlánticas. Jansky fue asignado a otro proyecto, abandonando su relación con el campo de la astronomía.

## Seguimiento
Varios científicos estuvieron interesados en el descubrimiento de Jansky, pero la radio astronomía siguió siendo un campo inactivo por varios años, debido en parte a la falta de Jansky de formación específica como astrónomo. Su descubrimiento había llegado en medio de la Gran Depresión, y los observatorios desconfiaban de asumir cualquier proyecto nuevo y potencialmente arriesgado.
Dos hombres que se enteraron del descubrimiento de Jansky de 1933 fueron de gran influencia en el posterior desarrollo del nuevo estudio de la radio astronomía: uno fue Grote Reber, un ingeniero de radio que construyó por su cuenta un radiotelescopio en el patio trasero de su casa de Illinois en 1937, y realizó el primer estudio astronómico sistemático de las ondas de radio. El segundo fue el Profesor John D. Kraus, que después de la Segunda Guerra Mundial, organizó un radio observatorio en la Universidad Estatal de Ohio y escribió un libro de texto sobre radio astronomía, considerado durante mucho tiempo un estándar.

## Publicación destacada
- 1933: Electrical disturbances apparently of extraterrestrial origin, Proc. IRE, 21, p. 1387. (Reprinted in Proc. IEEE, vol. 86, no. 7 (July 1998), pp. 1510–1515.)

Publicado con la reimpresión se incluye un artículo explicativo: 

## Reconocimientos

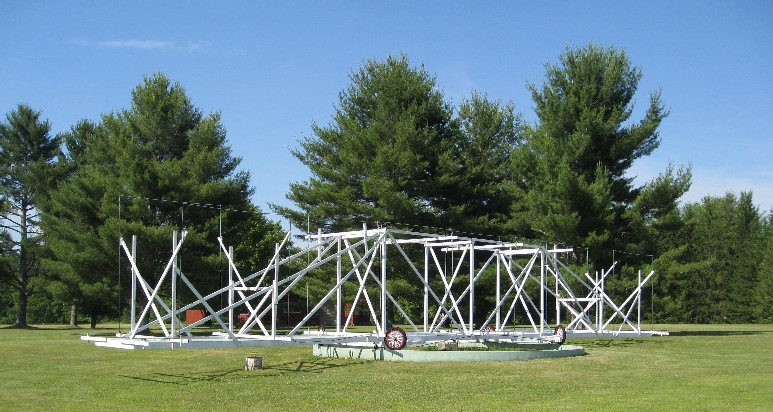
Réplica a tamaño natural del radiotelescopio de Jansky, en el Observatorio Astronómico Nacional de Radio

- El programa de becas postdoctorales del National Radio Astronomy Observatory es el nombre Karl Jansky.[4]
- La NRAO otorga el premio Jansky anualmente en su honor.[5]
- El 10 de enero de 2012, el NRAO anunció que el Very Large Array (VLA), el radio telescopio en Magdalena, Nuevo México, sería rebautizado como Karl G. Jansky Very Large Array en honor de la contribución de Karl Janksy a la radio astronomía.[6]
- Una réplica tamaño natural del telescopio giratoria original de Jansky se encuentra en la sede del NRAO (38°25′53.9″N 79°48′58.5″O / 38.431639, -79.816250) en Green Bank, Virginia Occidental, cerca de una versión reconstruida de la antena parabólica de 9 metros de Grote Reber.
- El emplazamiento original de la antena de Jansky (40°21′54.5″N 74°09′48.9″O / 40.365139, -74.163583) en lo que es ahora el Complejo de los Laboratorios Bell en Holmdel, desde 1998 cuenta con un monumento y una placa conmemorativa.[7] El monumento es una escultura estilizada de la antena y está orientada como la antena de Jansky a las 19:10 del 16 de septiembre de 1932, en el momento de un máximo de la señal causada por la alineación con el centro de nuestra galaxia hacia la constelación de Sagitario.[8]

## Eponimia
- El término ruido de Jansky hace referencia a las interferencias de alta frecuencia de origen cósmico.
- Hoy en día, la unidad de brillo aparente de una estrella lleva su nombre: Jansky (1 Jy = 10−26 W m−2 Hz−1).
- El cráter lunar Jansky lleva este nombre en su memoria.
- El asteroide (1932) Jansky también conmemora su nombre.